# Shazam! Fury of the Gods (soundtrack)
Shazam! Fury of the Gods is de originele soundtrack van de gelijknamige film, gecomponeerd door Christophe Beck. Het album werd uitgebracht op 10 maart 2023 door WaterTower Music.
In juni 2022 onthulde regisseur David F. Sandberg dat Benjamin Wallfisch niet in staat was om terug te keren als componist van de eerste film vanwege planningsconflicten, waarbij Christophe Beck hem verving voor het vervolg en tegen die tijd al aan het werk was. Een single met de titel "Shazam! Fury of the Gods (Main Title Theme)" werd op 23 februari 2023 als digitale single uitgebracht door WaterTower Music.

## Tracklijst
Alle muziek is geschreven door Christophe Beck.
| Nr. | Titel                                       | Duur |
| --- | ------------------------------------------- | ---- |
| 1.  | Shazam! Fury of the Gods (Main Title Theme) | 3:06 |
| 2.  | Introduction – Fright at the Museum         | 4:32 |
| 3.  | Daughters of Atlas                          | 3:20 |
| 4.  | Steve                                       | 1:14 |
| 5.  | Freddy Over Heels                           | 1:50 |
| 6.  | Dome and Gloom                              | 4:17 |
| 7.  | Freddy Sneaks In                            | 1:21 |
| 8.  | Act of Violins                              | 1:04 |
| 9.  | The Guardian                                | 2:57 |
| 10. | A Family Affair                             | 2:42 |
| 11. | Dragon Drop                                 | 2:09 |
| 12. | Philly Tree's Take                          | 2:08 |
| 13. | I Chose Right                               | 3:22 |
| 14. | Before You Go                               | 1:41 |
| 15. | Dragon Chase                                | 0:57 |
| 16. | You Disobeyed Me                            | 2:30 |
| 17. | Lightning in a Bottle                       | 1:49 |
| 18. | Unicorn Act                                 | 2:21 |
| 19. | Taste the Rainbow                           | 1:19 |
| 20. | Garage Showdown                             | 1:32 |
| 21. | Freddy Resists                              | 1:15 |
| 22. | Crack of Dome                               | 1:59 |
| 23. | All or None                                 | 2:24 |
| 24. | We End This Now                             | 2:13 |
| 25. | A True God After All                        | 1:18 |
| 26. | Restoration                                 | 1:13 |
| 27. | Hero                                        | 2:36 |
| 28. | Changing of the Garden                      | 1:16 |

## Overige muziek
Naast de filmmuziek van Beck komen ook andere nummers in de film voor:
- "Holding Out for a Hero" – Bonnie Tyler
- "A-okay" – Tai Verdes
- "This Must Be The Place" – Sure Sure
- "Sabotage" – Beastie Boys
- "Superbloom" – MisterWives
- "A Little Less Conversation" – Elvis Presley vs. JXL
- "Check Out These Guns" – Benjamin Wallfisch
- "Is She With You?" – Hans Zimmer & Junkie XL